# Stizolestes aureomaculatus
Stizolestes aureomaculatus là một loài ruồi trong họ Asilidae. Stizolestes aureomaculatus được Bromley miêu tả năm 1932. Loài này phân bố ở vùng Tân nhiệt đới.